# ميجيزواف نواك
ميجيزواف نواك (بالبولندية: Mieczysław Nowak)‏ هو رباع بولندي، ولد في 22 ديسمبر 1936 في Chomęcice ‏ في بولندا، وتوفي في 17 مايو 2006 في Nowy Dwór Gdański ‏ في بولندا.

## وصلات خارجية
- ميجيزواف نواك على موقع أوليمبيديا (الإنجليزية)
- ميجيزواف نواك على موقع اللجنة الأولمبية البولندية (مؤرشف) (البولندية)